# 프랭크 벅스튼

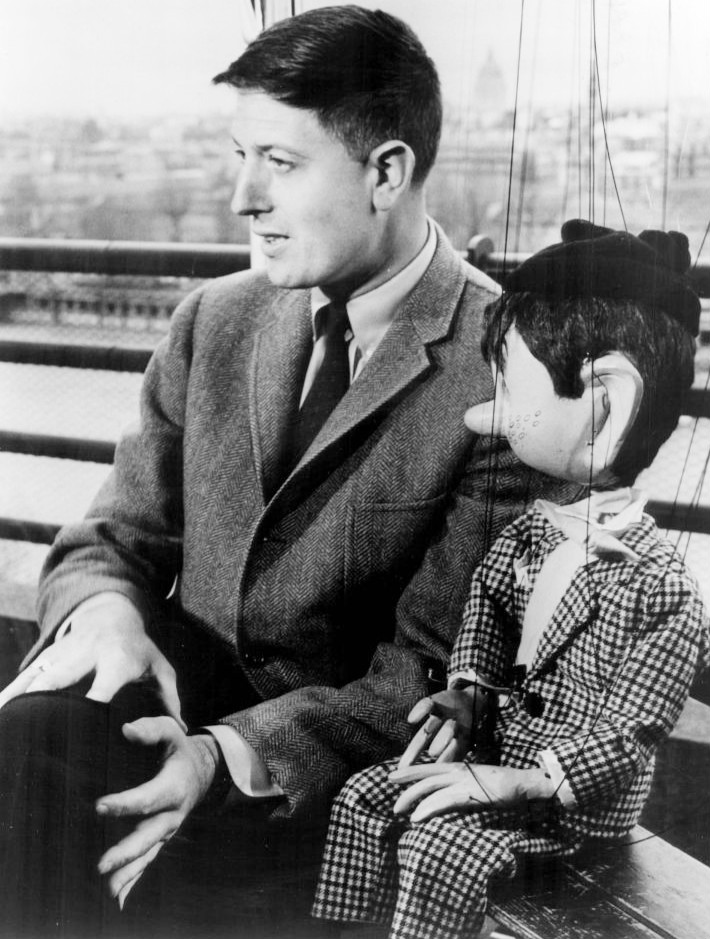

프랭크 벅스턴(Frank Buxton, 1930년 2월 13일 ~ 2018년 1월 2일)은 미국의 각본가, 배우, 작가, 텔레비전 감독이다.

## 영화
- 글래스루츠 (2012년)
- 엘렌 림바우어의 일기 (2003년)
- 룸메이트 (1994년)
- 가면 뒤의 미소 (1992년)
- 두 여인 (1988년)
- 환상의 커플 (1987년)
- 타이거 릴리 (1966년)